# Богомолов, Александр Фёдорович
Александр Фёдорович Богомолов (1919—1945) — капитан Рабоче-крестьянской Красной Армии, участник Великой Отечественной войны, Герой Советского Союза (1945).

## Биография
Александр Богомолов родился 27 августа 1919 года в селе Добрынское (Юрьев-Польского района Владимирской области) в семье крестьянина. Получил неполное среднее образование. В октябре 1939 года был призван на службу в Рабоче-крестьянскую Красную Армию Юрьев-Польским районным военным комиссариатом. В 1942 году окончил военное училище НКВД СССР в Саратове. С того же года — на фронтах Великой Отечественной войны. Участвовал в боях на Северо-Кавказском, 3-м и 4-м Украинском и 1-м Белорусском фронтах. В 1943 году вступил в ВКП(б). К январю 1945 года капитан Александр Богомолов командовал 3-м стрелковым батальоном 1050-го стрелкового полка, 301-й стрелковой дивизии, 9-го стрелкового корпуса, 5-й ударной армии, 1-го Белорусского фронта. Отличился во время форсирования реки Пилица.
В ночь с 14 на 15 января 1945 года батальон Богомолова переправился через реку в районе населённого пункта Пальчев в 9 километрах к юго-западу от города Варка. Захватив плацдарм на западном берегу реки и закрепившись на нём, батальон отражал контратаки немецких танковых и пехотных сил. Когда противник вклинился в оборону 7-й стрелковой роты батальона, Богомолов с группой автоматчиков устремился к ним на помощь, отразив атаку. В бою Богомолов лично уничтожил 3 вражеских солдат.
Принимал участие в форсировании Одера. Получив в боях тяжёлое ранение, поля боя он не покинул, а продолжал руководить батальоном. 5 февраля 1945 года Богомолов скончался от полученных ранений. Похоронен на воинском кладбище в городе Клоссово.

## Награды
Указом Президиума Верховного Совета СССР от 27 февраля 1945 года за «образцовое выполнение боевых заданий командования на фронте борьбы с немецко-фашистскими захватчиками и проявленные при этом мужество и героизм» капитан Александр Богомолов был удостоен высокого звания Героя Советского Союза.
Был также награждён орденом Отечественной войны 2-й степени, двумя орденами Красной Звезды, а также рядом медалей. В честь Богомолова названы улица и переулок в Юрьев-Польском, а также две школы.